# Baldassarre d'Este

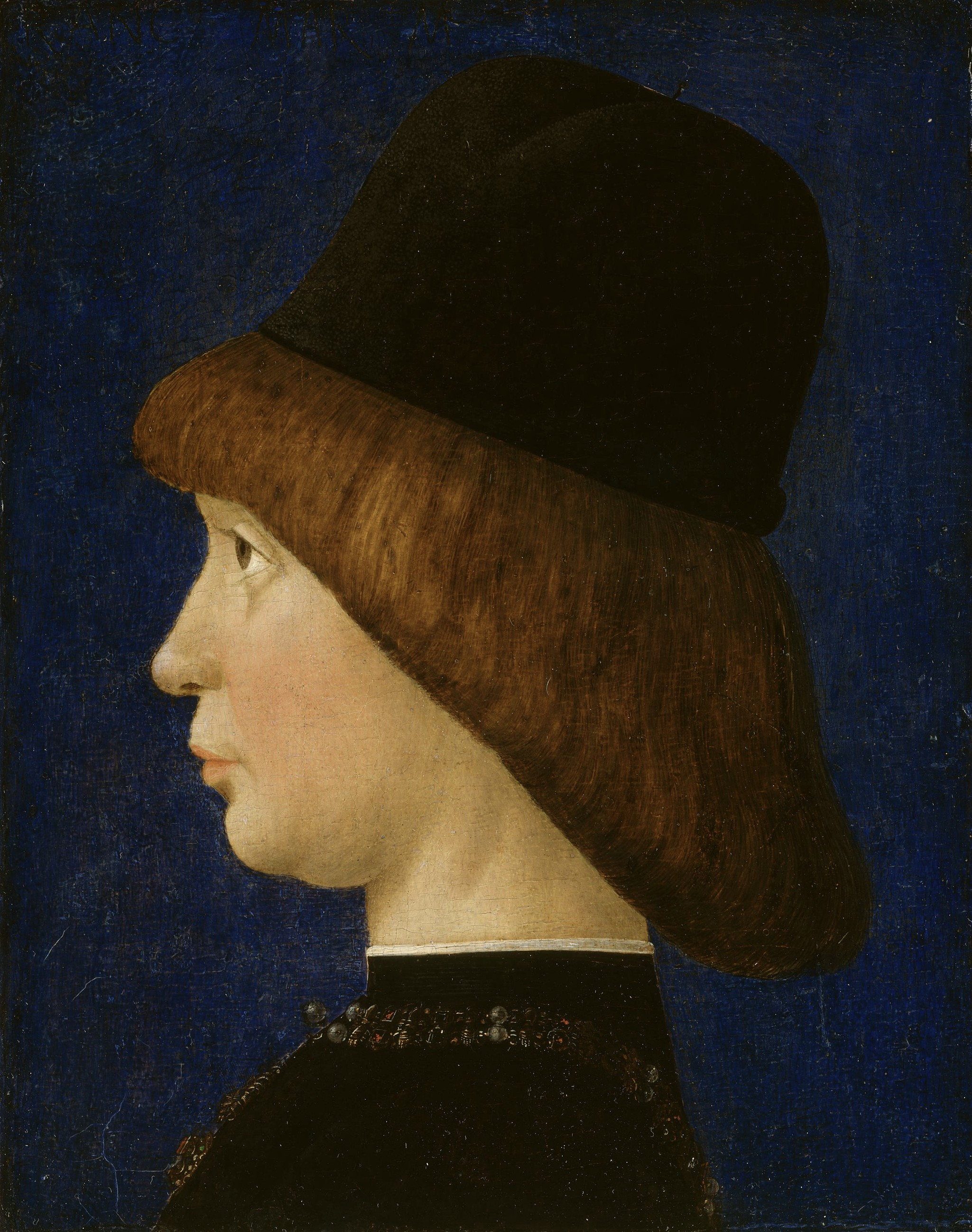
Ritratto di Francesco II Gonzaga, National Gallery of Art, 1474-1480.

Baldassarre d'Este, noto anche come Baldassarre Estense e Baldassarre da Reggio (Reggio Emilia, 20 giugno 1432 – Ferrara, 1510), è stato un pittore italiano.

## Biografia
Baldassarre, figlio naturale del Marchese Niccolò III d'Este, nasce a Reggio nel 1432.
Il suo lavoro lo portano ad essere attivo a Milano, Pavia, Reggio e Ferrara. 
A lui sono attribuiti vari ritratti, tra cui uno raffigurante il poeta Tito Vespasiano Strozzi ed uno raffigurante il fratellastro Borso, Duca di Ferrara, Modena e Reggio.
Fu allievo di Cosimo Tura ed ebbe a lavorare anche come medaglista. 
Dal 1471 al 1504 lavorò alla corte dei duchi d'Este, sempre al servizio dei quali si spostò poi al Castel Tedaldo, del quale era stato nominato governatore.
Nel 1472, nella chiesa di San Domenico a Ferrara, realizzò il ciclo, oggi perduto, Storie di sant'Ambrogio.
Dal 1478 al 1495 Baldassarre ricoprì a Reggio la carica di Capitano di Porta Castello.
Nel 1482 realizzò una tela con San Bernardino per la chiesa reggiana di San Francesco; tra il 1484 ed il 1485 realizzò una Natività con san Girolamo, san Vitale e altri santi per la Chiesa di San Vitale a Reggio.
Come pittore conservò da una parte le suggestioni sottili dei miniatori e la luminosità di Piero della Francesca, dall'altra si avvicinò al Francesco del Cossa e ad Ercole de' Roberti, caratterizzandosi per le dolcezze lombarde, conosciute e studiate durante il soggiorno alla corte sforzesca.
Muore tra il 1509 ed il 1510.

## Ascendenza
|                                                          |   |                    | Genitori       |  |  | Nonni |  |  | Bisnonni                               |  |  | Trisnonni                                   |  |
|                                                          |   |                    |                |  |  |       |  |  | Obizzo III d'Este, marchese di Ferrara |  |  | Aldobrandino II d'Este, marchese di Ferrara |  |
|                                                          |   |                    |                |  |  |       |  |  | Obizzo III d'Este, marchese di Ferrara |  |  | Aldobrandino II d'Este, marchese di Ferrara |  |
|                                                          |   | Alda Rangoni       |                |  |  |       |  |  | Obizzo III d'Este, marchese di Ferrara |  |  |                                             |  |
| Alberto V d'Este, marchese di Ferrara e Modena           |   |                    |                |  |  |       |  |  | Obizzo III d'Este, marchese di Ferrara |  |  |                                             |  |
|                                                          |   | Lippa Ariosti      | Iacopo Ariosti |  |  |       |  |  |                                        |  |  |                                             |  |
|                                                          |   | Lippa Ariosti      | Iacopo Ariosti |  |  |       |  |  |                                        |  |  |                                             |  |
|                                                          |   | Lippa Ariosti      | …              |  |  |       |  |  |                                        |  |  |                                             |  |
| Niccolò III d'Este, marchese di Ferrara, Modena e Reggio |   | Lippa Ariosti      |                |  |  |       |  |  |                                        |  |  |                                             |  |
|                                                          |   | Alberto Albaresani | …              |  |  |       |  |  |                                        |  |  |                                             |  |
|                                                          |   | Alberto Albaresani | …              |  |  |       |  |  |                                        |  |  |                                             |  |
|                                                          |   | Alberto Albaresani | …              |  |  |       |  |  |                                        |  |  |                                             |  |
| Isotta Albaresani                                        |   | Alberto Albaresani |                |  |  |       |  |  |                                        |  |  |                                             |  |
|                                                          |   | …                  | …              |  |  |       |  |  |                                        |  |  |                                             |  |
|                                                          |   | …                  | …              |  |  |       |  |  |                                        |  |  |                                             |  |
|                                                          |   | …                  | …              |  |  |       |  |  |                                        |  |  |                                             |  |
| Baldassarre d'Este                                       |   | …                  |                |  |  |       |  |  |                                        |  |  |                                             |  |
|                                                          | … | …                  |                |  |  |       |  |  |                                        |  |  |                                             |  |
|                                                          | … | …                  |                |  |  |       |  |  |                                        |  |  |                                             |  |
|                                                          | … | …                  |                |  |  |       |  |  |                                        |  |  |                                             |  |
| …                                                        | … |                    |                |  |  |       |  |  |                                        |  |  |                                             |  |
|                                                          |   | …                  | …              |  |  |       |  |  |                                        |  |  |                                             |  |
|                                                          |   | …                  | …              |  |  |       |  |  |                                        |  |  |                                             |  |
|                                                          |   | …                  | …              |  |  |       |  |  |                                        |  |  |                                             |  |
| …                                                        |   | …                  |                |  |  |       |  |  |                                        |  |  |                                             |  |
|                                                          |   | …                  | …              |  |  |       |  |  |                                        |  |  |                                             |  |
|                                                          |   | …                  | …              |  |  |       |  |  |                                        |  |  |                                             |  |
|                                                          |   | …                  | …              |  |  |       |  |  |                                        |  |  |                                             |  |
| …                                                        |   | …                  |                |  |  |       |  |  |                                        |  |  |                                             |  |
|                                                          |   | …                  | …              |  |  |       |  |  |                                        |  |  |                                             |  |
|                                                          |   | …                  | …              |  |  |       |  |  |                                        |  |  |                                             |  |
|                                                          |   | …                  | …              |  |  |       |  |  |                                        |  |  |                                             |  |
|                                                          |   | …                  |                |  |  |       |  |  |                                        |  |  |                                             |  |